# Contea di Rolo
La contea di Rolo era una minuscola entità territoriale indipendente, confinante con il ducato di Mantova, il ducato di Modena e Reggio, il principato di Correggio e la signoria di Carpi. Ebbe una vita singolarmente lunga (1380-1776) e fu governata dalla famiglia reggiana Sessi (o da Sesso). Lo Staterello fu elevato al rango di feudo imperiale, con il titolo di marchese del Sacro Romano Impero per il signore, il 17 aprile 1684 con decreto dell'imperatore Leopoldo I d'Asburgo.

L'arme originaria della famiglia da Sesso era descritta nel seguente modo:
Una variante dello stemma dei conti Sessi era così illustrata:

## Storia

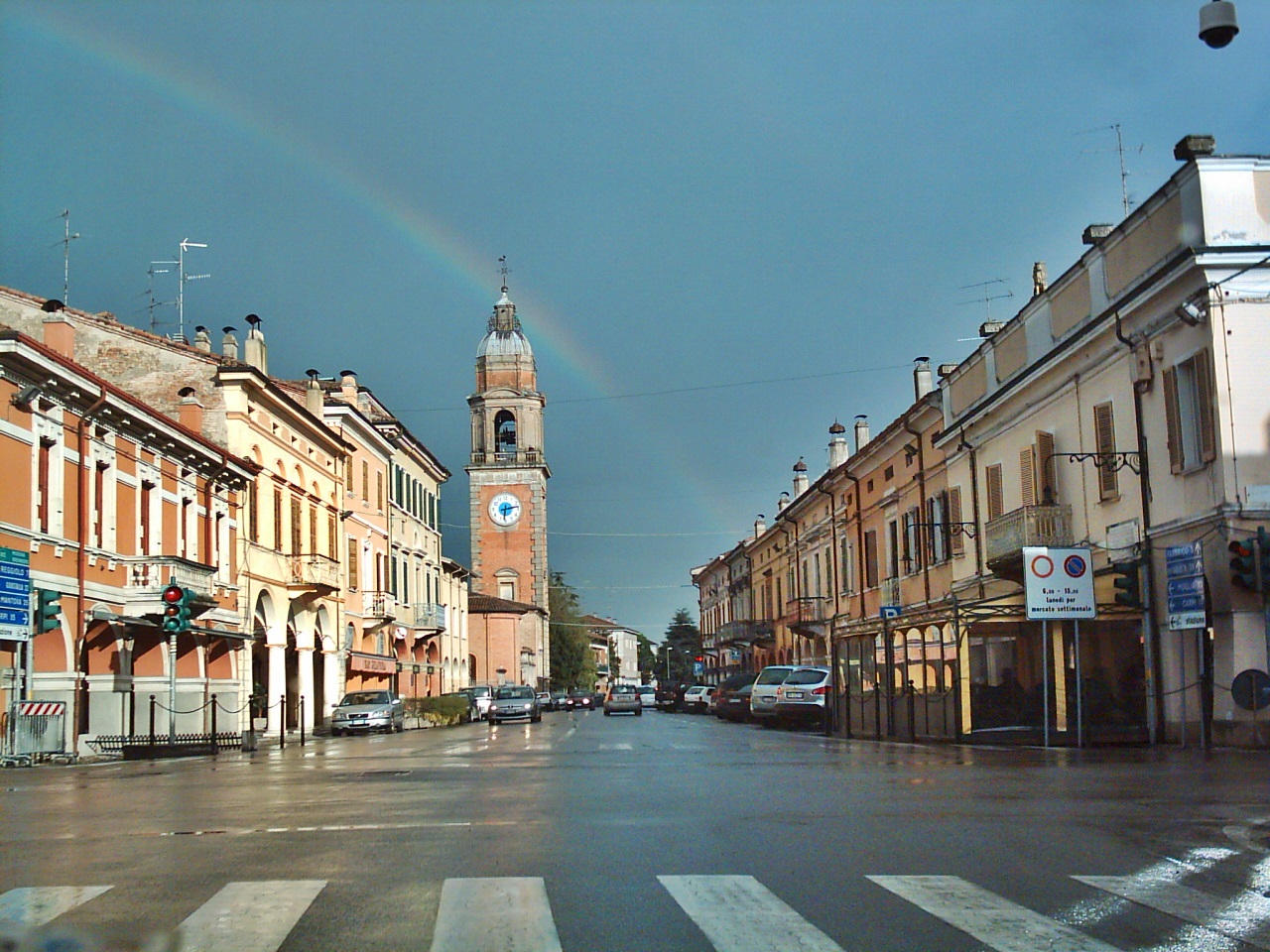
Veduta di Rolo

Nel periodo comunale il borgo di Rolo faceva parte del territorio di Reggio e centro di continui conflitti tra le parti guelfe e ghibelline. Più tardi la ricca casata ghibellina reggiana dei Sessi riuscì a conseguire il potere, avallato da molte investiture imperiali e dal privilegio di nomina degli arcipreti della pieve di San Zenone.
Il feudo rolese, incuneato tra le menzionate signorie padane, fu sempre considerato facile preda dei loro tentativi di impadronirsene, ma l'accortezza dei Sessi riuscì sempre ad evitare la sottomissione.
Appartenevano allo Staterello, oltre al capoluogo e al villaggio di Crocetta, diciassette località dedite all'agricoltura e all'allevamento del bestiame. La sua posizione strategica, però, lo rendeva facilmente esposto al traffico di merci di contrabbando ed accogliente ricettacolo di malviventi ricercati altrove.
I discendenti di Ugolino Sessi si spartirono più volte la contea, costituendo un'implicita ed esagitata consorteria che avrebbe amministrato Rolo in condominio per un lungo periodo di tempo. I privilegi feudali concessi alla contea constavano nell'esercizio del mero et mixto imperio (cioè la facoltà di eseguire il potere giudicante nelle cause civili e penali), nel diritto di zecca e di rifugio politico, nella possibilità per le truppe straniere di transitare o stazionare nel territorio. I feudatari, nondimeno, miravano solo all'arricchimento personale (questo era il motivo delle frequenti liti): erano titolari di floridi patrimoni ed occupavano le cariche più ambite a Reggio dove più spesso risiedevano.
Nonostante la durata del loro dominio su Rolo lasciarono esigue tracce del loro passaggio. Oltre alla costruzione del castello (demolito nel 1948), alla cinta muraria non più esistente e a poche opere d'arte nella pieve di San Zenone (luogo di sepoltura della dinastia, fino all'ultimo conte sovrano Gaetano), niente li ricorda. Nell'ultimo scorcio della loro signoria, nondimeno, il marchese Francesco Antonio incoraggiò l'arte dell'ebanisteria nella nascente produzione artigianale di pregiati mobili intarsiati, l'unica iniziativa imprenditoriale dei feudatari.
Il 17 aprile 1684 l'imperatore Leopoldo I d'Asburgo conferì ad Orazio III Sessi la dignità (con conseguente protezione) di marchese del Sacro Romano Impero. Continuarono, comunque, le annose controversie tra i rami rivali della prolifica famiglia, nonché reggenze che indebolirono l'autorità del feudatario. Il 6 novembre 1766 morì, privo di eredi, Gaetano I, l'ultimo conte-marchese sovrano. La sua scomparsa provocò l'immediata estinzione della contea e la fine della sua lunga indipendenza. Il territorio, aggregato all'ex ducato di Mantova, rientrò sotto il dominio diretto imperiale austriaco.

## Conti e marchesi di Rolo (1380-1766)
| Titolo                | Nome                     | Periodo   | Consorte e note                                                                                               | Fonti  |
| Signore               | Ugolino Sessi o da Sesso | 1380-1395 | vescovo di Reggio; governò con i fratelli Giberto, Frignano, Palmerio, Nicolò, figli di Azzo I e di Maddalena | [ 11 ] |
| Conte                 | Nicolò I                 | 1395-1446 | Anna Sessi; primo conte di Rolo, investito nel 1408 dal re dei Romani Roberto del Palatinato                  | [ 11 ] |
| Conte                 | Azzo II                  | 1446-1497 | Maria Manfredi, Alda de Catego, Lucrezia Chiavolelli; insieme ai fratelli                                     | [ 11 ] |
| Conte                 | Giacomo I                | 1446-1499 | Beatrice Manfredi                                                                                             | [ 11 ] |
| Conte                 | Francesco I              | 1499-1513 | Francesca Gonzaga                                                                                             | [ 11 ] |
| Conte                 | Gaspare I                | 1513-1525 | Paola da Correggio; insieme a fratelli e cugini                                                               | [ 11 ] |
| Conte                 | Carlo I                  | 1513-1530 | Giulia Sessi                                                                                                  | [ 11 ] |
| Conte                 | Nicolò II                | 1530-1575 | Anna Rangone                                                                                                  | [ 11 ] |
| Conte                 | Lodovico III             | 1575-1580 | con Annibale II e Ferdinando I                                                                                | [ 11 ] |
| Conte                 | Ferdinando I             | 1575-1606 | Vittoria Simonetta; figlio di Orazio I (+1563)                                                                | [ 11 ] |
| Conte                 | Ferdinando II            | 1606-1618 | religioso e Cavaliere di Malta                                                                                | [ 11 ] |
| Conte                 | Orazio II                | 1618-1627 | Lucrezia Bernieri                                                                                             | [ 11 ] |
| Conte                 | Ferdinando III           | 1627-1683 | Giulia Zoboli, Margherita Montecuccoli                                                                        | [ 11 ] |
| Conte Marchese S.R.I. | Orazio III               | 1683-1695 | Fulvia Carandini, reggente (1695-1716); marchese dal 1684                                                     | [ 11 ] |
| Conte Marchese        | Francesco Antonio        | 1695-1746 | Anna da Correggio                                                                                             | [ 11 ] |
| Conte Marchese        | Gaetano I                | 1746-1776 | Olimpia Agnelli Soardi Maffei; fratello di Francesco Antonio e ultimo sovrano                                 | [ 11 ] |

Dal 1766 il marchesato di Rolo passò all'Impero.